# Karlsdorf (Turingia)
Karlsdorf è un comune della Turingia, in Germania.
Appartiene al circondario della Saale-Holzland ed è amministrato dalla Verwaltungsgemeinschaft Hügelland/Täler.